# 632 (numero)
Seicentotrentadue è il numero naturale dopo il 631 e prima del 633.

## Proprietà matematiche
- È un numero pari.
- È un numero composto con 8 divisori: 1, 2, 4, 8, 79, 158, 316, 632. Poiché la somma dei suoi divisori (escluso il numero stesso) è 560 < 632 è un numero difettivo.
- È un numero palindromo nel sistema di numerazione posizionale a base 11 (525) e in quello a base 15 (2C2).
- È un numero felice.
- È un numero rifattorizzabile in quanto divisibile per il numero dei propri divisori.
- È un numero congruente.

## Astronomia
- 632 Pyrrha è un asteroide della fascia principale del sistema solare.
- NGC 632 è una galassia lenticolare della costellazione dei Pesci.

## Astronautica
- Cosmos 632 è un satellite artificiale russo.